# Băneasa - Canaraua Fetei
Băneasa - Canaraua Fetei este o zonă protejată (arie de protecție specială avifaunistică - SPA) situată în sud-estul României (Dobrogea), pe teritoriul administrativ al județului Constanța.

## Localizare
Aria naturală se află în extremitatea sud-vestică a județului Constanța (în sud-vestul Dobrogei), pe teritoriile administrative ale comunelor Lipnița și Oltina; și pe cel al orașului Băneasa. Aceasta este străbătută de drumul național DN3 care leagă municipiul Călărași de Constanța.

## Descriere
Zona a fost declarată Arie de protecție specială avifaunistică prin Hotărârea  de Guvern nr. 1284 din 24 octombrie 2007 (privind instituirea ariilor de protecție specială avifaunistică ca parte integrantă a rețelei ecologice europene Natura 2000 în România) și se întinde pe o suprafață de 6.096 hectare. Aceasta include rezervația naturală Pădurea Canaraua Fetii.
Aria protejată (încadrată în bioregiunea geografică stepică a Podișului Dobrogean) reprezintă o zonă naturală (păduri de foioase, păduri termofile, râuri, mlaștini, stepe calcifile, grote, terenuri arabile și culturi) ce asigură condiții de hrană, cuibărit și viețuire pentru mai multe specii de păsări migratoare, de pasaj sau sedentare.
La baza desemnării sitului se află mai multe specii avifaunistice protejate la nivel european (prin Directiva CE 147/CE din 30 noiembrie 2009, privind conservarea păsărilor sălbatice - anexa I-a) sau aflate pe lista roșie a IUCN.

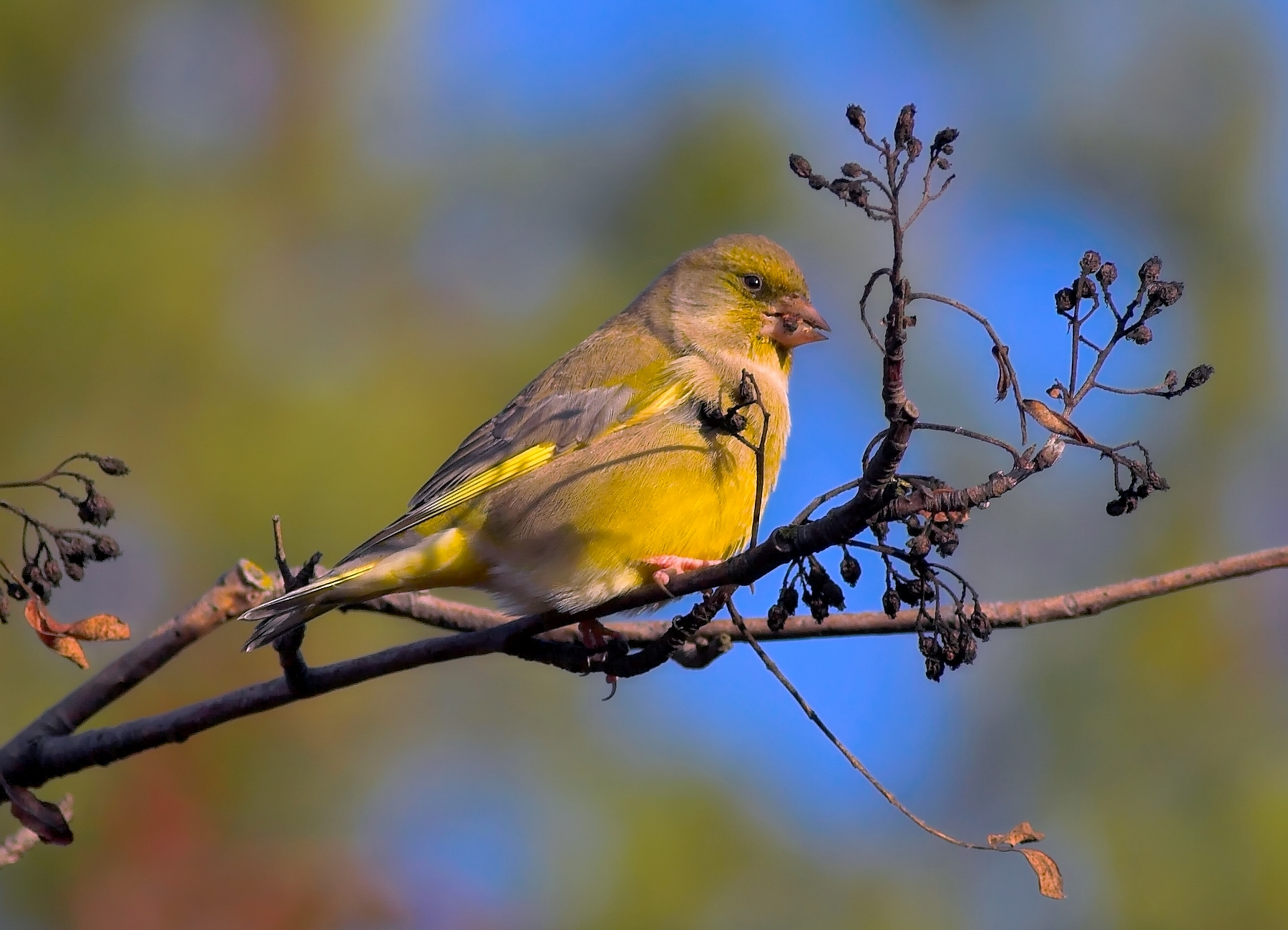
Florinte (Carduelis chloris)

Specii de păsări protejate semnalate în arealul sitului: acvilă țipătoare mică (Aquila pomarina), acvilă țipătoare mare (Aquila clanga), fâsă de câmp (Anthus campestris), uliu cu picioare scurte (Accipiter brevipes), acvilă de câmp (Aquila heliaca), uliu porumbar (Accipiter gentilis), uliu păsărar (Accipiter nisus), drepneaua neagră (Apus apus), lăstun mare (Apus melba), ciocârlie de câmp (Alauda arvensis), fâsă de pădure (Anthus trivialis), bufniță (Bubo bubo), șorecar mare (Buteo rufinus), șorecar comun (Buteo buteo), șorecar încălțat (Buteo lagopus), barză albă (Ciconia nigra), barză albă (Ciconia ciconia), șerparul european (Circaetus gallicus), erete de stuf (Circus aeruginosus), erete vânăt (Circus cyaneus), erete alb (Circus macrourus), erete cenușiu (Circus pygargus), caprimulg (Caprimulgus europaeus), dumbrăveancă (Coracias garrulus), ciocârlie-cu-degete-scurte (Calandrella brachydactyla), prepeliță (Coturnix coturnix), porumbel gulerat (Columba palumbus), cuc (Cuculus canorus), sticlete (Carduelis carduelis), florinte (Carduelis chloris), cânepar (Carduelis cannabina), botgros (Coccothraustes coccothraustes), ciocănitoare neagră (Dryocopus martius), ciocănitoare de stejar (Dendrocopos medius), ciocănitoarea de grădină (Dendrocopos syriacus), presură de grădină (Emberiza hortulana), presură cu cap negru (Emberiza melanocephala), vânturel de seară (Falco vespertinus), șoim de iarnă (Falco columbarius), vânturel roșu (Falco tinnunculus), șoimul rândunelelor (Falco subbuteo), ciocârlan (Galerida cristata), codalb (Haliaeetus albicilla), acvilă pitică (Hieraaetus pennatus), rândunică de hambar (Hirundo rustica), rândunică roșcată (Hirundo daurica), frunzăriță-galbenă (Hippolais icterina), capîntorsul (Jynx torquilla), sfrâncioc roșiatic (Lanius collurio), sfrânciocul cu frunte neagră (Lanius minor), privighetoare (Luscinia megarhynchos), ciocârlia de pădure (Lullula arborea), ciocârlia de Bărăgan (Melanocorypha calandra), prigoare (Merops apiaster), codobatură albă (Motacilla alba), muscar sur (Muscicapa striata), presură sură (Miliaria calandra), hoitar alb (Neophron percnopterus), pietrar sur (Oenanthe oenanthe), grangur (Oriolus oriolus), viespar (Pernis apivorus), vultur pescar (Pandion haliaetus), ciocănitoarea verzuie (Picus canus), codroș de munte (Phoenicurus ochruros), pitulice sfârâitoare (Phylloscopus sibilatrix), pitulice de munte (Phylloscopus collybita), silvia undulată (Sylvia nisoria), silvia mică (Sylvia curruca), silvia de câmpie (Sylvia communis), silvia de zăvoi (Sylvia borin), silvie cu cap negru (Sylvia atricapilla), turturică (Streptopelia turtur), graur (Sturnus vulgaris), lăcustar (Sturnus roseus), mierlă (Turdus merula), sturz cântător (Turdus philomelos), pupăză (Upupa epops).

## Căi de acces
- Drumul național DN3 pe ruta: București - Călărași - Ostrov - Lipnița.

## Monumente și atracții turistice
În vecinătatea sitului se află câteva obiective de interes istoric, cultural și turistic; astfel:
- Biserica de lemn „Sf. Dumitru” din Izvoarele, lăcaș de cult  ridicat în tehnica paiantei (structură de lemn și pereți izolați cu pământ bătut și chirpici) în secolul al XIX-lea, monument istoric.

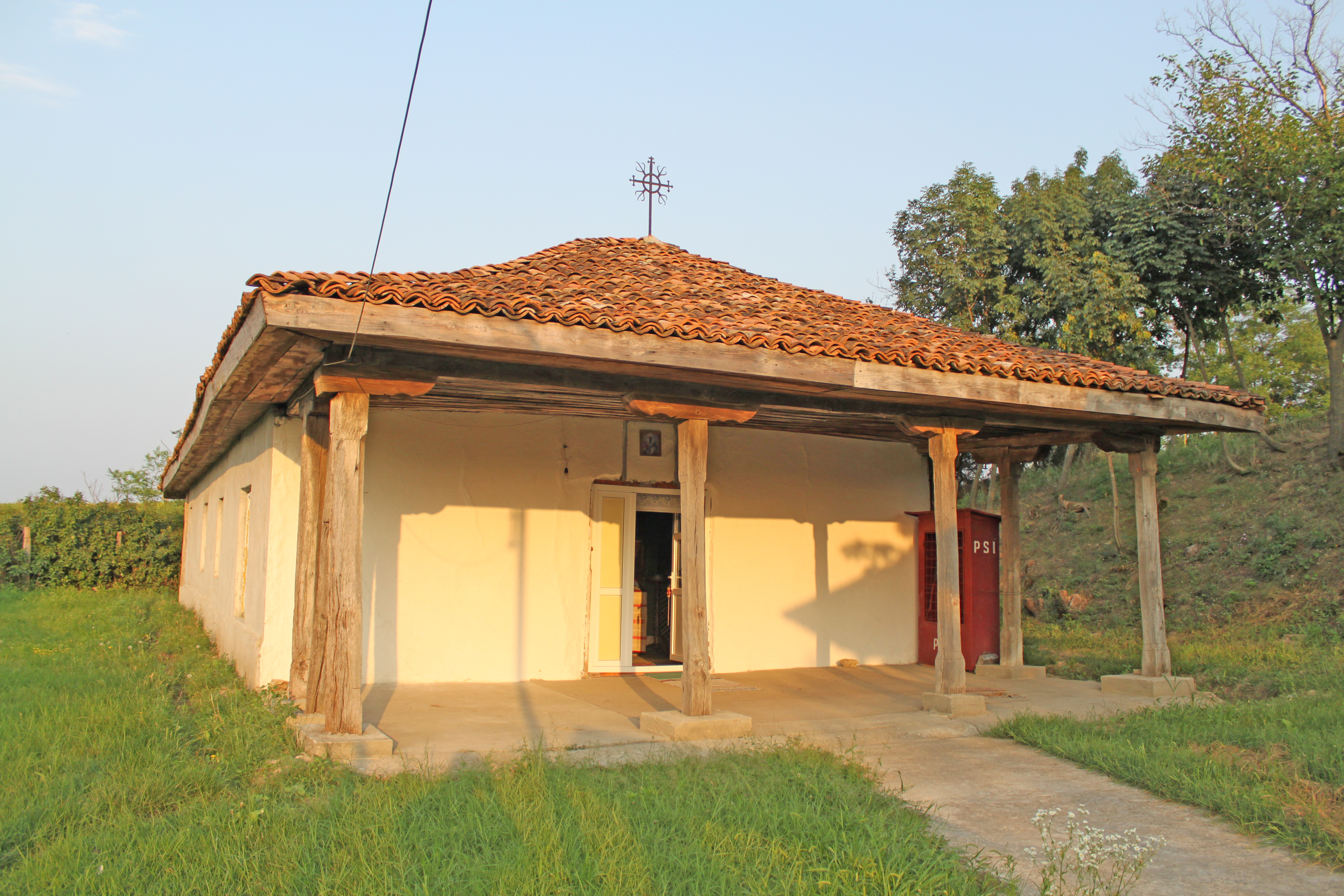
Biserica de lemn din Satu Nou

- Biserica de lemn „Înălțarea Domnului” din Satu Nou, construcție 1863, monument istoric.
- Biserica „Sf. Mare Mucenic Dimitrie” din Izvoarele, construcție secolul al XIX-lea, monument istoric.
- Biserica de lemn „Sfinții Arhangheli Mihail și Gavriil” din Strunga[10].
- Mănăstirea Dervent din Canlia, construcție 1936-1942, monument istoric.
- Situl arheologic („Gura Canliei”) de la Canlia(așezări datate din Epoca medieval timpurie; sec. I - II p. Chr., Epoca romană; Latène, Cultura geto - dacică; Hallstatt, și necropolă de înhumație și incinerație din sec. I - II p. Chr., Epoca romană), monument istoric.
- Situl arheologic („Dealul Dervent”) de la Canlia (fortificație bizantină din sec. X - XI, Epoca medieval timpurie și așezări datate din Epoca romană, Epoca fierului; Epoca bronzului și Neolitic).
- Situl arheologic de la Negureni (așezarări din sec. XI, Epoca medieval timpurie; sec. VI p. Chr., Epoca romano-bizantină și apeduct atribuit secolului al III-lea p. Chr., Epoca romană).
- Situl arheologic de la Izvoarele (așezare și fortificație din Epoca medievală).
- Situl arheologic de la Adamclisi (Cetatea Tropaeum Traiani, bazilică, necropolă, ansamblu de apeducte, monumentul triumfal Tropaeum Traiani, Altarul roman de la, Adamclisi, tumul roman, termele cetății Tropaeum Traiani și locuințe extramurane), construcție sec. II - VII, monument istoric.
- Ariile protejate: Aliman - Adamclisi și Lacul Oltina (situri SPA); Lacul Dunăreni, Pădurea Cetate și Pădurea Bratca (rezervații naturale).